# Threads of Destiny
Threads of Destiny è un film muto del 1914 diretto e interpretato da Joseph W. Smiley.
Fu il debutto cinematografico per Evelyn Nesbit e per suo figlio Russell Thaw.

## Trama
Migliaia di ebrei russi sono massacrati in pogrom organizzati dalla polizia segreta che agisce sotto Ivan Mussak. Tutta la famiglia di Isaac Gruenstein viene sterminata: gli unici sopravvissuti sono Isaac - che viene mandato in Siberia - e sua figlia, la piccola Miriam, presa da Mussak che la mette in un convento.
Diciotto anni dopo, Isaac, in punto di morte, affida ad una compagna di sventura, Rachel Shapiro, un biglietto che lui ha scritto per la figlia. Fuggita dal campo, Rachel riesce a rintracciare Miriam, scoprendo che è diventata l'amante di Mussak. Ma, quando la ragazza legge ciò le ha scritto suo padre, decide di tentare la sorte e di accompagnare in America Rachel e suo marito Alexis.
Nel nuovo paese, Miriam si sposa con Fedor Tomspky che scoprirà poi essere il cugino di Mussak quando questi arriverà negli Stati Uniti. Il feroce responsabile della morte della sua famiglia - che vuole riportarla via con lui - sarà ucciso dalla comunità ebraica di russi che vuole impedirgli di proseguire il suo sporco lavoro anche negli Stati Uniti.

## Produzione
Il film fu prodotto dalla Lubin Manufacturing Company.

## Distribuzione
Distribuito dalla General Film Company, il film uscì nelle sale cinematografiche USA il 21 ottobre 1914.